# Hindenburg-Ehrenmal

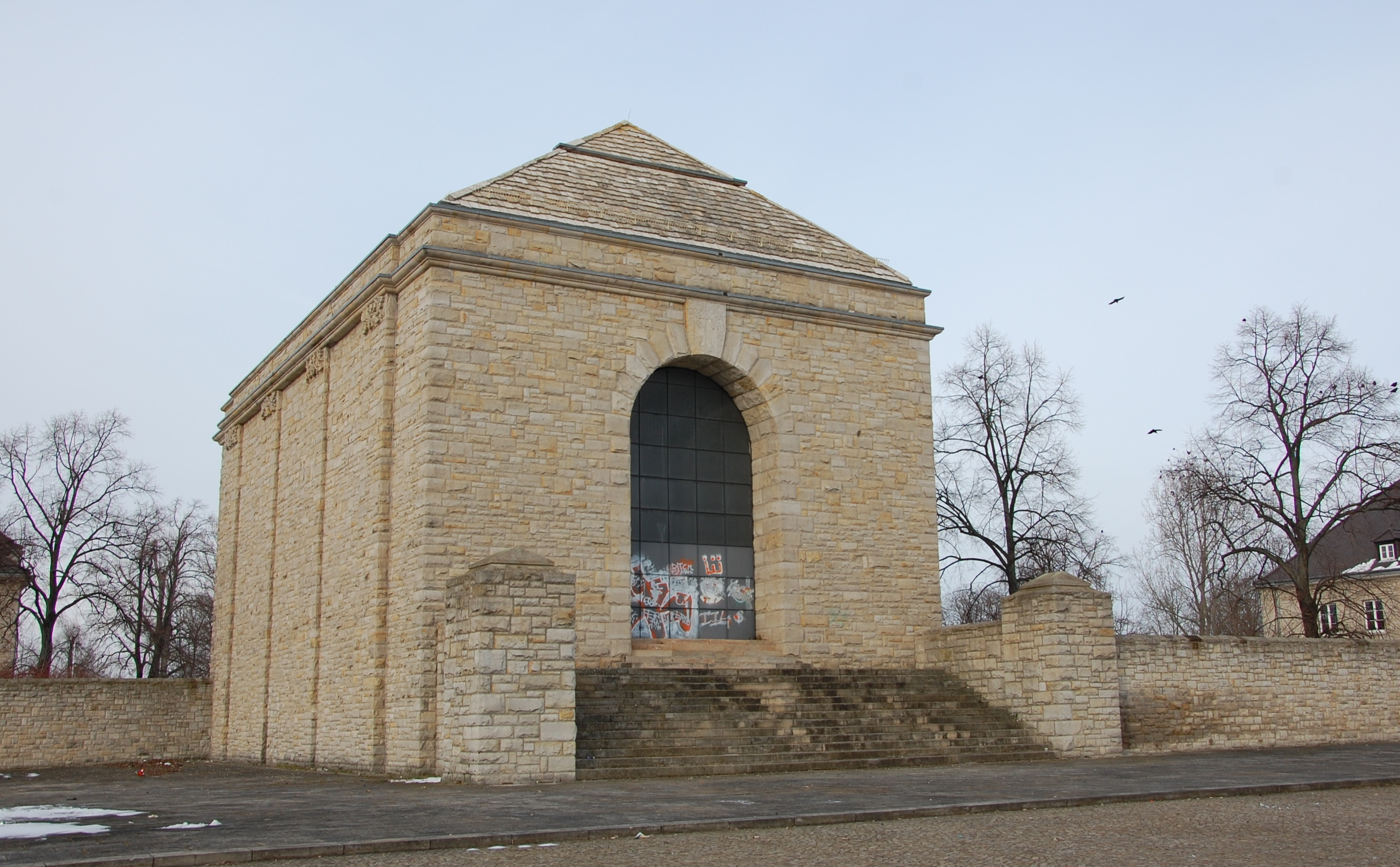
Hindenburg-Ehrenmal

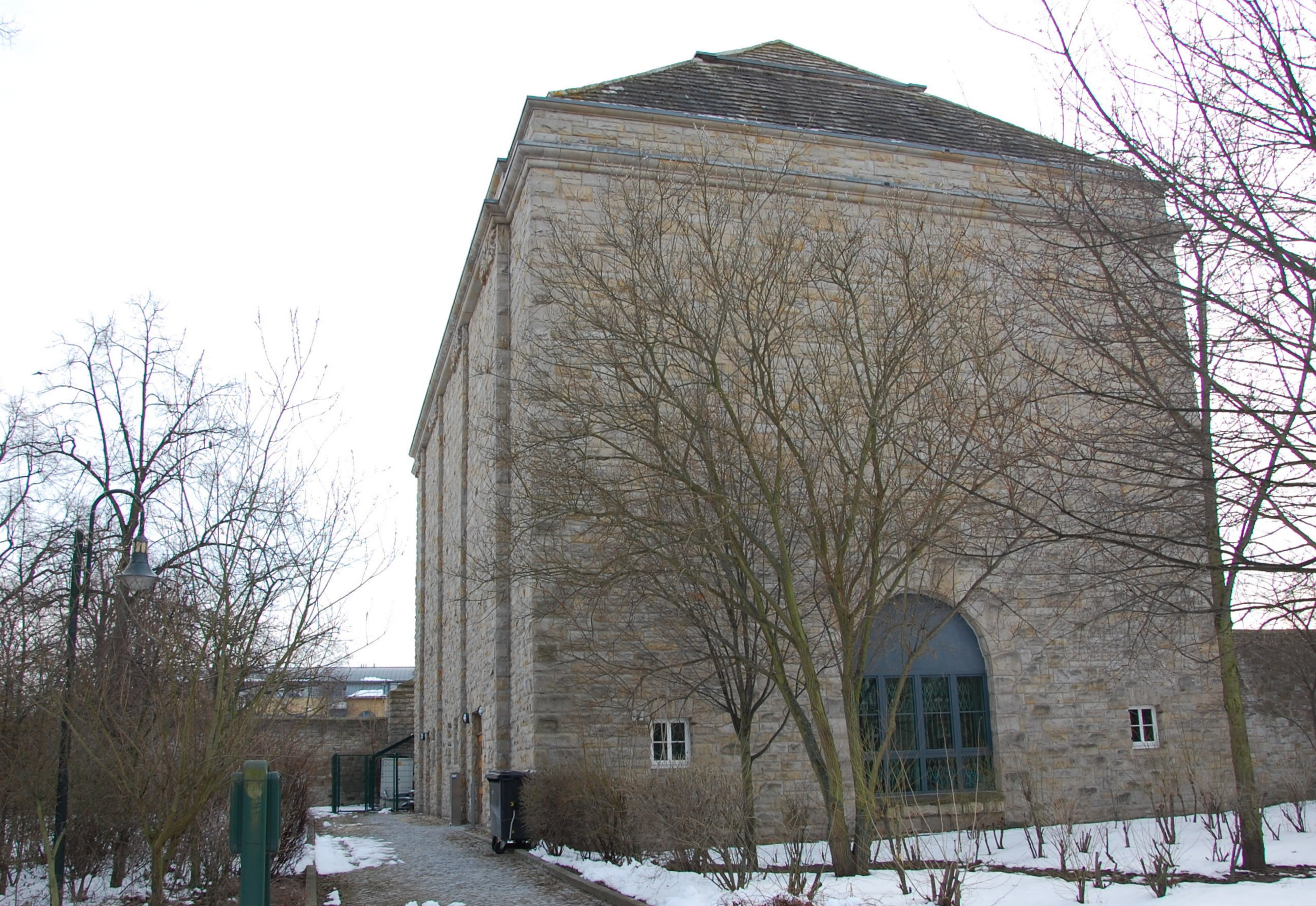
Blick von Norden, 2013

Das Hindenburg-Ehrenmal ist ein ehemals als Ehrenmal für Paul von Hindenburg errichtetes Gebäude in Magdeburg in Sachsen-Anhalt. Der denkmalgeschützte Bau dient heute als Archivdepot.

## Lage
Es befindet sich im Süden des Magdeburger Stadtteils Herrenkrug an der Adresse Tessenowstraße 2, südwestlich der ehemaligen Hindenburg-Kaserne an der Ecke Jerichower Straße und Herrenkrugstraße unmittelbar am Jerichower Platz.

## Architektur
Das Ehrenmal wurde in den Jahren 1938/1939 nach einem Entwurf des bekannten Architekten Heinrich Tessenow errichtet. Die Planung erfolgte im Zusammenhang mit der gleichfalls von Tessenow gebauten benachbarten Hindenburg-Kaserne.
Es entstand ein monumentaler Hallenbau im Stil eines archaisierenden Neoklassizismus, dem eine pathetische, kultische und tempelähnliche Erscheinung zugeschrieben wird. Es besteht ein Kranzgesims und eine Attika. Bedeckt ist der Bau von einem Walmdach. Die Farbe und das Material der Dacheindeckung entsprechen der Fassade. Von Süden her führt eine 13 Meter breite, monumentale Freitreppe zur einzigen Wandöffnung der Halle. Das Bodenniveau der Halle liegt 3,25 Meter oberhalb des Jerichower Platzes. Ursprünglich befanden sich links und rechts am Fuße der Freitreppe Flammenschalen auf den dort befindlichen Postamenten. Die Öffnung besteht aus einem 4,50 Meter breiten und 7,50 Meter hohen kolossalen Rundbogenportal, dessen Schlussstein ursprünglich von einem Eisernen Kreuz geziert war. Die Langseiten der Halle werden durch jeweils vier flache pilasterähnliche Lisenen gegliedert, deren Kapitelle mit Eichenlaub dekoriert sind. Dieses Dekor wurde von Gustav Seitz geschaffen. Das unterhalb der Halle befindliche Sockelgeschoss ist vom Kasernengelände her zugänglich und war ursprünglich für Zwecke der Standortverwaltung vorgesehen.
Das Innere des Ehrenmals ist aus Ziegeln gemauert und dann geschlämmt. Überspannt wird der Saal von einer stark profilierten Kassettendecke aus Eichenholz. Die Decke ist erhalten, durch spätere Umbauten jedoch nicht sichtbar. Licht fiel nur durch den ursprünglich offenen Portalbogen in die Halle. Die jetzt verschlossene Halle konnte ursprünglich mit einer stark profilierten Holztür zum Schutz vor Witterung und Diebstahl verschlossen werden. Als weitere Sicherung gab es ein absenkbares hölzernes Gitter, das nur zu besonderen Anlässen geöffnet wurde. Im Inneren des Saals befand sich am Nordende eine 3,80 Meter hohe Kolossalstatue Paul von Hindenburgs. Entlang der Längsseiten befanden sich die alten Fahnen des IV. preußischen Armeekorps.
Das Ehrenmal gilt als architekturgeschichtlich bedeutsam. Es ist das Werk eines der bedeutendsten deutschen Architekten des 20. Jahrhunderts und zugleich, neben der benachbarten Kaserne, als seine einzige monumentale Bauaufgabe. Aufgrund Tessenows öffentlich geäußerter Kritik am nationalsozialistischen Baustil hatte er in der Zeit der nationalsozialistischen Gewaltherrschaft keine größeren öffentlichen Bauaufträge erhalten. Es gilt darüber hinaus als zeitgeschichtlich bedeutendes Beispiel für den Hindenburg-Kult der Wehrmacht in der Zeit des Nationalsozialismus und als Beispiel für die nationalsozialistische Selbstdarstellung.
Im örtlichen Denkmalverzeichnis ist das Ehrenmal unter der Erfassungsnummer 094 71177 als Baudenkmal verzeichnet.

## Geschichte
Es bestand der Plan auf dem Magdeburger Domplatz eine Ehrenhalle zu errichten. In ihr sollten die Feldzeichen des IV. Armeekorps der alten preußischen Armee aufbewahrt werden, die sich bis dahin im Magdeburger Dom befanden. Außerdem sollte eine Ehrung Hindenburgs erfolgen. Betrieben wurde das Vorhaben vom von Magdeburger Bürgern gegründeten Verein Magdeburger Ehrenhalle e.V. Wilhelm Farenholtz, Präsident der örtlichen Industrie- und Handelskammer, regte an Tessenow mit dem Entwurf zu beauftragen. Zuvor war Tessenow für das von Farenholtz geführte Unternehmen Vereinigte Ölfabriken Hubbe und Farenholtz als Architekt tätig. Tessenow fertigte den Entwurf eines kubischen Baukörpers, der als Portal das Sterntor integrieren sollte. Über den Standort ergaben sich jedoch Diskussionen. Generalleutnant Otto, Standortältester in Magdeburg, sprach sich für eine Integration der Ehrenhalle in die zeitgleich von Tessenow errichtete Hindenburg-Kaserne aus. Während Tessenow und die Magdeburger Stadtverwaltung den zentralen Standort am Domplatz favorisierten, konnte sich die Heeresleitung mit dem heutigen Standort durchsetzen. Die Finanzierung erfolgte jedoch nicht wie ursprünglich beabsichtigt durch die Bürgerschaft, sondern wurde weitgehend vom Kriegsministerium übernommen, das die Kosten für die Anlage des Platzes sowie das Sockelgeschoss übernahm. Die Bauarbeiten begannen 1938.
Nach dem Zweiten Weltkrieg wurde die benachbarte Kaserne durch sowjetische Truppen genutzt. Die Ehrenhalle wurde zur Sporthalle umgenutzt. Nach Abzug der Truppen wurde in der Halle eine Nebenstelle des Landeshauptarchivs Sachsen-Anhalt untergebracht, das hier ein Depot betreibt. Der Zugang hierzu erfolgt durch einen Zugang von der Ostseite der Halle.